# 金相姫
金 相姫（キム・サンヒ、1954年5月18日 - ）は、大韓民国の女性活動家、女性政治家。第18・19・20・21代国会議員で、第21代国会前半国会副議長。同国初の女性国会副議長となった。韓国女性民友会常任代表、大統領諮問持続可能発展委員会委員長などを歴任。

## 経歴
1954年に忠清南道公州市で生まれた。朴正煕政権下の梨花女子大学校に入学した。在学中には学生運動に参加し、卒業後も女性運動・環境運動に参加した。1987年には韓国女性民友会の設立に貢献した。性暴行特別法などの女性関連法の制定と改正、戸主制の廃止に貢献したとして、2005年7月7日に国民勲章冬柏章を受賞した。大統領政策企画委員会委員を経て、2006年には盧武鉉大統領によって大統領諮問持続可能発展委員会委員長に任命された。2007年に同委員長を辞任し、新たに結党された大統合民主新党に参加し、共同最高委員に選出された。
2008年に実施された第18代総選挙で、大統合民主党と民主党が結合してできた民主統合党の比例区から立候補し当選した。
2012年に行われた第19代総選挙では、民主統合党候補として京畿道富川市素砂区から出馬し、ハンナラ党現職候補の車明進を破り当選し、女性家族委員会委員長に選出された。
2016年に行われた第20代総選挙では、共に民主党候補として出馬し、当選し、民生経済特別委員会委員長に選出された。同年11月には青瓦台が大量のバイアグラおよび栄養・美容注射剤を購入していたことを明らかにした。
2020年に新型コロナウイルスが流行した際には、共に民主党コロナ19国難克服委員会防疫対策本部本部長に就いた。同年4月に行われた第21代総選挙で再選を果たし、党内の副議長には女性を送るべきという認識から副議長候補に選出された。6月5日に韓国で初めての女性国会副議長に選出された。
2020年、日本福島第一原子力発電所事故により生じたトリチウムを含む処理水の海洋投棄を強行する場合、日本産水産物の輸入を全面中止すべきだという意見を表明した。
2021年7月、尹錫悦の妻である金建希をテーマとした壁画および壁画前での保守系と進歩系のYouTuberの衝突について、「誰を支持するとしても、これは表現の自由を超えた明白な人権侵害だ」「もう1つの社会的対立を誘発している」と共に民主党側から初めて批判した。
2023年8月、金融監督院の発表によると、金相姫が投資したライムのファンド商品の買い戻しの条件が一般投資者に比べてかなり緩いため、2019年10月のライムファンド買い戻し中止事件の1〜2か月前に証券会社からの勧誘を受けて買い戻しを実施し、投資金の2億ウォンの大部分を回収できたことが分かった。一方、金本人はこの「優遇疑惑」を「金融監督院の政治工作」として否定し、汝矣島の金融監督院の建物で座り込み抗議を行った。
党内では「非李在明系」に属するため、2024年の第22代総選挙の党内予備選では李在明の特別補佐役の李建台に敗れて敗退した。